# Adriano Banchieri
Adriano Banchieri (1568-1634) là nhà soạn nhạc người Ý. Ông là người thành lập Accademia dei Floridi ở Bologna. Ông có đóng góp mang tính bước ngoặt cho thể loại giao hưởng khi sáng tác ra một tác phẩm thuộc thể loại này mà không cần lời vào năm 1607 (sáng tác có lời là điều phổ biến trong giao hưởng thời kỳ mà Banchieri đang sống).

## Tiểu sử
Ông sinh ra và qua đời tại Bologna. Như Orazio Vecchi ông quan tâm trong chuyển đổi madrigal thành kịch. Cụ thể, ông là một trong những nhà phát triển một mẫu gọi là "hài madrigal" - Trước đây, được xem là một trong những tiền thân quan trọng đối với opera, nhưng bây giờ được xem như là một phần phát triển riêng biệt. Ngoài ra, ông là một nhà soạn nhạc quan trọng của canzonetta, một sự thay thế nhẹ hơn và rất phổ biến với madrigal trong những năm cuối thế kỷ 16.

## Tác phẩm
- Moderna Practica Musicale (1613)
- l'Organo suonarino[3]
- Trattenimenti da villa (1630)[4]
- La pazzia senile (1598)[4]
- La saviezza giovenile[4]